# إنجريد دال هوفلاند
إنغريد دال هوفلاند (مواليد 1959) هي موظفة نرويجية ومديرة مديرية الطرق النرويجية.
ولدت في أردال  في بداية حياتها المهنية كانت من بين أمور أخرى قائدة موقع البناء في نفق نوردبي. 
تم تعيين هوفلاند كرئيس تنفيذي أول لشركة ناي فاير في عام 2015. وفي عام 2019 انتقلت للعمل مديرة لمديرية الطرق النرويجية.     